# Piercia cidariata
Piercia cidariata är en fjärilsart som beskrevs av Achille Guenée 1858. Piercia cidariata ingår i släktet Piercia och familjen mätare. Inga underarter finns listade i Catalogue of Life.